# Wu (Dziesięć Królestw)
Wu (chiń. upr. 吴; chiń. trad. 吳; pinyin Wú) – krótkotrwałe państwo w centralnych Chinach, jedno z Dziesięciu Królestw.
Założyciel, Yang Xingmi w 892 został mianowany przez cesarza Zhaozonga z dynastii Tang gubernatorem wojskowym z tytułem księcia Wu (nadanym w 902). Po upadku dynastii, usamodzielnił się, a jego nowo utworzone państwo zajęło większość prowincji Anhui i Jiangsu, oraz fragmenty Jiangxi i Hubei. Pierwotnie stolica państwa znajdowała się w Guangling, potem przeniesiono ją do Jingling.
W 937 Li Bian, pasierb Yang Xingminga, obalił czwartego władcę Wu i ustanowił własne państwo, Południowe Tang.

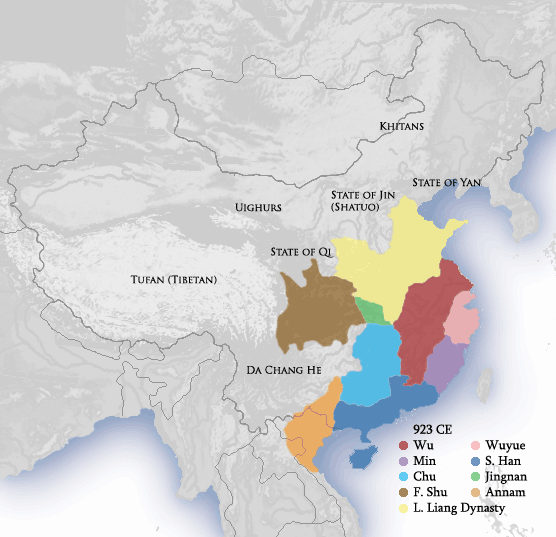
Chiny w 923 r.; państwo Wu zaznaczone na bordowo

| Imię świątynne    | Nazwisko i imię       | Okres panowania | Ery panowania                                                                              |
| ----------------- | --------------------- | --------------- | ------------------------------------------------------------------------------------------ |
| Wu Taìzǔ (吳太祖) | Yang Xingmi (楊行密)  | 902–905         | ----                                                                                       |
| Wu Liezu (吳烈祖) | Yang Wo {楊渥)        | 905-908         | ----                                                                                       |
| Wu Gaozu (吳高祖) | Yang Longyan (楊隆演) | 908-920         | Wuyi (武義) 919-920                                                                        |
| Wu Ruidi (吳睿帝) | Yang Fu (楊溥)        | 920-937         | Shuyi (順義) 921-926; Qianzhen (乾貞) 927-928; Dahe (大和) 929-934; Tianzuo (天祚) 935-937 |